# Wang Jin
Wang Jin (13 de septiembre de 1972) es una deportista china que compitió en judo. Ganó una medalla de bronce en los Juegos Asiáticos de 1994 en la categoría de –52 kg.

## Palmarés internacional
| Juegos Asiáticos | Juegos Asiáticos  | Juegos Asiáticos  | Juegos Asiáticos |
| Año              | Lugar             | Medalla           | Categoría        |
| ---------------- | ----------------- | ----------------- | ---------------- |
| 1994             | Hiroshima (Japón) | Medalla de bronce | –52 kg           |